# Craterocephalus munroi
Craterocephalus munroi is een straalvinnige vissensoort uit de familie van koornaarvissen (Atherinidae). De wetenschappelijke naam van de soort is voor het eerst geldig gepubliceerd in 1988 door Crowley & Ivantsoff.